# Улица XXII Партсъезда (Самара)
У́лица XXII Партсъе́зда (возможное написание — у́лица 22 Партсъе́зда) — улица Самары, проходящая в Советском и Промышленном районах города. Одна из основных улиц района Безымянка.
Улица пересекает весь город с юго-востока на северо-запад, начинаясь от ул. Набережная реки Самары и переходя в конце в 5 просеку, ведущую к Волге.
На участке между улицами Нагорной и Карла Маркса представляет собой узкий проезд среди малоэтажных зданий индивидуальной жилой застройки;

## Этимология годонима
Улица названа в честь XXII съезда КПСС, до 1962 года носила название «14 проезд».

## Здания и сооружения

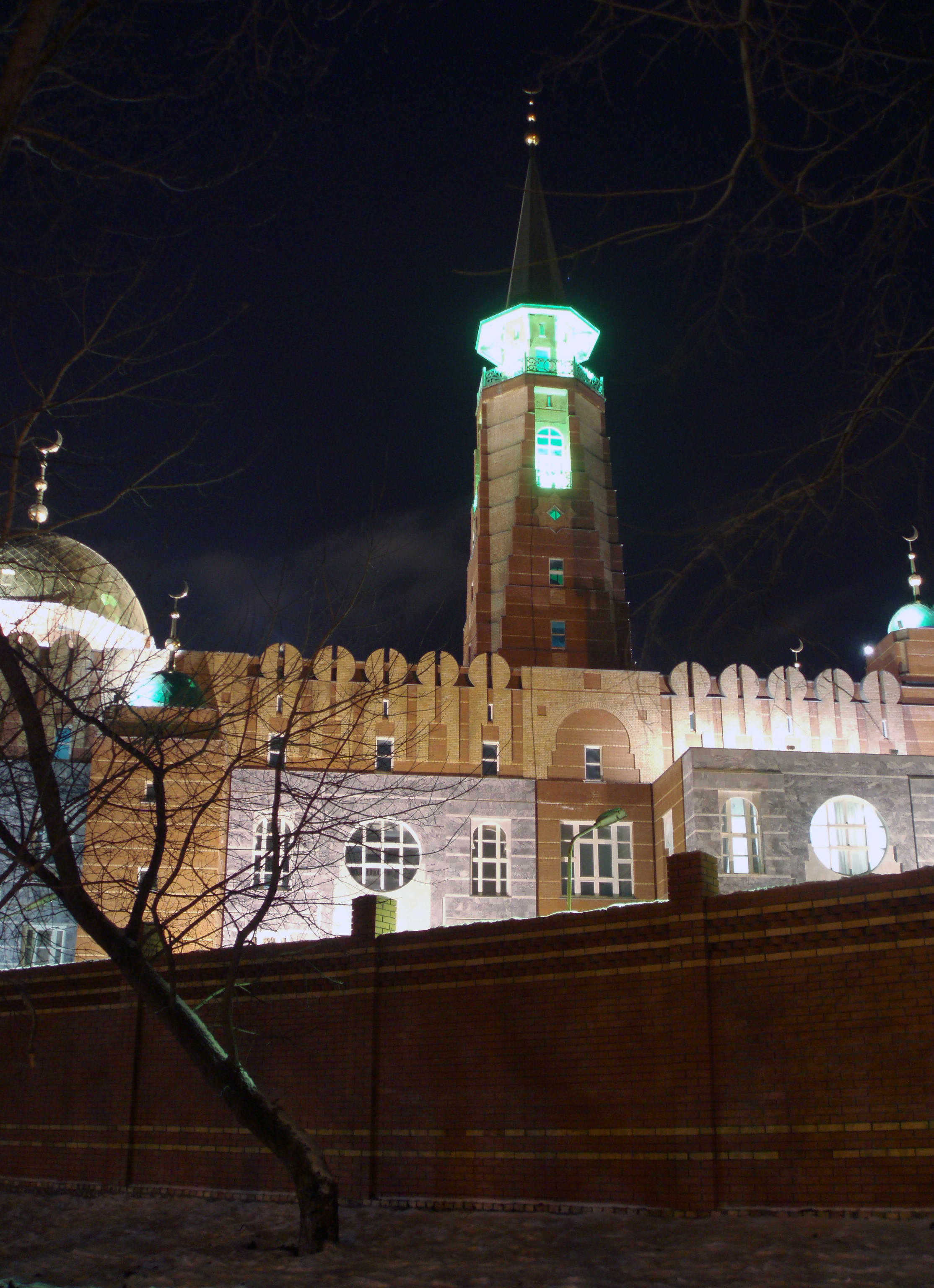
Самарская соборная мечеть

Начало улицы XXII Партсъезда — от ул. Набережная реки Самары до путепровода через железнодорожную линию — представляет собой зону промышленных предприятий («Самараметалл», «МИКО», «ВолгаСпецРезерв», ЗАО «Завод аэродромного оборудования» и другие).
- Рынок «Норд»
- Школа № 62
- Трамвайное депо «Кировское» (на пересечении с ул. Физкультурной)
- Торговый центр «Победа»
- Самарский государственный университет путей сообщения
- Ювелирный магазин, основанный ещё в советское время (ранее «Кристалл», теперь «Жемчуг»)
- ЗАГС Советского района
- Госпиталь ветеранов войн[4] (на пересечении со Ставропольской улицей)
- Самарский областной гериатрический центр[5]
- Самарская соборная мечеть (на пересечении с улицей Стара Загора)
- Троллейбусное депо № 3 (на пересечении с ул. Фадеева)
- Торгово-развлекательный «Парк-Хаус» (на пересечении с Московским шоссе)
- Торговый центр «Посуда» (на пересечении с Московским шоссе)
- Завод имени Тарасова (между Московским шоссе и Ново-Садовой улицей)
- 12-этажное здание «Сбербанка» (на пересечении с дублёром Ново-Садовой)
- Торговый центр «Апельсин» (на пересечении с Ново-Садовой улицей).

## Транспорт
- Автобусные маршруты: 9, 30, 38, 55, 61, 75.
- Маршрутные такси: 89, 124, 126с, 126ю, 213, 347, 366, 368, 417, 474.
- Трамвайные маршруты: 2, 3, 4, 7, 11, 12, 19, 21, 23; рейсы 8, 9, 10, 13, 24к, 25 в Кировское трамвайное депо, а также маршруты 5, 20, 20к, 22 по Ново-Садовой на её пересечении с ул. 22 Партсъезда.
- Троллейбусные маршруты: 17, 19, 20 (в районе парка Гагарина).
- Метрополитен: «Победа»

В 2023 году было начато строительство дороги на участке между Московским шоссе и Ново-Садовой улицей, где ранее была сплошная гаражная застройка. Дополнительную полосу построили на пересечении с Заводским шоссе.

## Почтовые индексы
- 443083 — Чётные № 10—14, № 1а, 1б, 1в, 1е, 3, 4, нечётные № 7—13;
- 443022 — Чётные № 2—8, № 10а, 1д, 5, 7а;
- 443058 — Нечётные № 15—41;
- 443066 — Чётные № 16—42, № 46, чётные № 52—56;
- 443063 — № 43;
- 443016 — Нечётные № 47—157;
- 443090 — Чётные № 70—138;
- 443081 — Чётные № 140—162, нечётные № 161—183, № 189, 191;
- 443011 — № 201;
- 443029 — Чётные № 182—188, чётные № 192—196, нечётные № 221—227;
- 443028 — № 227[10]